# Ácido glioxílico
El ácido glioxílico o ácido oxoacético es un compuesto orgánico que junto con el ácido acético, el ácido glicólico, y el ácido oxálico es uno de los ácidos carboxílicos C
2. Es un sólido incoloro común en la naturaleza que tiene una gran utilidad industrial.

## Estructura y nomenclatura
El ácido glioxílico se describe usualmente con la fórmula química OCHCO
2H, como si contuviera un grupo funcional aldehído. De hecho la función aldehído no se observa en solución ni en la fase sólida.
Por lo general los aldehídos que poseen grupos sustituyentes que actúan como sumideros de electrones a menudo existen principalmente en sus formas hidrato. Por lo tanto la fórmula para el ácido glioxílico en realidad es (HO)
2CHCO
2H, descrita como "monohidrato."
Este diol existe en equilibrio con el hemiacetal dimérico en solución:: La constante para la ley de Henry del ácido glioxílico es KH = 1,09 × 104 × e [(40.0 × 103/R) × (1/T − 1/298)].

## Preparación
El compuesto se produce por la oxidación orgánica del glioxal con ácido nítrico, siendo el principal producto secundario el ácido oxálico. También resulta efectiva la ozonólisis del ácido maleico.
La base conjugada del ácido glioxílico se conoce como glioxilato y es la forma predominante en que este compuesto existe en solución a pH neutro. El glioxilato es un intermediario del ciclo del glioxilato, el cual permite a algunos organismos tales como las bacterias, hongos, y plantas convertir ácidos grasos en carbohidratos. El glioxilato también es un subproducto de los procesos de amidación y desaminación biológicos.
Históricamente el ácido glioxílico ha sido preparado a partir del ácido oxálico por electrosíntesis:

## Reacciones y usos
El ácido glioxílico es unas diez veces más ácido que el acético, con una constante de disociación ácida de 4,7 × 10−4 (pKa = 3,32):
Con una base, el ácido glioxílico se desprotona según la reacción:
Incluso aunque el aldehído es un componente muy menor de sus soluciones (al igual que ocurre con las soluciones de formaldehído), el ácido glioxílico se comporta como un aldehído en algunas de sus reacciones. Por ejemplo, produce heterociclos luego de la condensación con urea y 1,2-diaminobenceno.

### Derivados fenólicos
Su condensación con fenoles es muy versátil. El producto inmediato es el ácido 4-hidroximandélico. Esta especie reacciona con amoníaco para producir hidroxifenilglicina, un precursor de la amoxicilina. La reducción del ácido 4-hidroximandélico produce ácido 4-hidroxifenilacético, un precursor del atenolol. La condensación con guaiacol en lugar de fenol provee una ruta para la producción de vanilina, por medio de una formilación.

### Reacción de Hopkins Cole
El ácido glioxílico es uno de los compuestos químicos utilizados en la Reacción Hopkins Cole, la cual se utiliza para determinar la presencia de triptófano en las proteínas.

## Seguridad
El compuesto no es demasiado tóxico. Para ratas su LD50 es de 2500 mg/kg. 
Se ha mostrado que puede inducir sensibilización de la piel e irritación.